# Bradwell (Canada)
Bradwell is een plaats (village) in de Canadese provincie Saskatchewan en telt 182 inwoners (2006).